# Governació d'Alep
La governació o muhàfadha d'Alep (àrab: محافظة حلب, muḥāfaẓat Ḥalab) és una divisió administrativa (muhàfadha) de Síria, al nord del país, tocant a Turquia. La superfície varia segons les fonts entre 16.142 km² i 18,500 km². La població és de 4.281.000 habitants (estimats el 2006). La capital és la ciutat d'Alep.

## Districtes

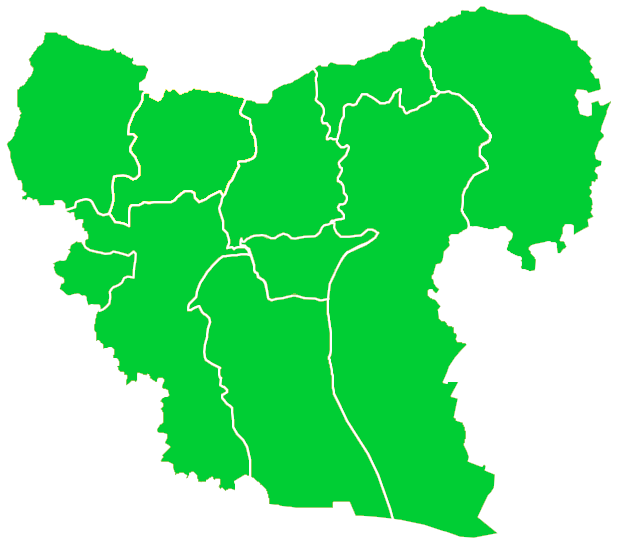
Districtes: extrem est Kobani; sud-est Manbidj; nord-est, Jarabulus, nord-cente A'zas; nord-oest Afrin; oest, Alep; centre al-Bab; i sud, al-Safirah

- Kobani (o Ayn al-Arab)
- Afrin
- Al-Bab
- Al-Safirah (o As-Safirah)
- A'zaz
- Jabal Sam'an
- Jarabulus
- Manbidj